# Серебристый крючкоклюв
Серебристый крючкоклюв (лат. Diglossa caerulescens) — вид птиц из семейства танагровых. Птицы обитают в субтропических и тропическихгорных полянах и кустарниковых зарослях, горных влажных и сильно деградированных лесах, на высоте 1350—3200 метров над уровнем моря. Длина тела 13,5—14,2 см, масса около 14,5 грамм.
Выделяют семь подвидов:
- Diglossa caerulescens ginesi — в регионе Сьерра-де-Периха в верхнем муниципалитете Рио-Негро[англ.] (западная Венесуэла);
- Diglossa caerulescens caerulescens (P. L. Sclater, 1856) — на прибрежных Кордильерах северной Венесуэлы в Карабобо, Арагуа, Варгас и Федеральные владения Венесуэлы;
- Diglossa caerulescens saturata — в Андах от Трухильо южнее до Тачира (Венесуэла) и во всех трёх областях Анд в Колумбии и частично в Андах северного Эквадора — к югу от Пичинчи на западных клонах, но также одна особь поймана в Эль-Чако[англ.] на восточных склонах;
- Diglossa caerulescens media — от северной части восточных склон Анд в Эквадоре южнее до восточных склонов северного Перу (Кахамарка и северного Амазонас);
- Diglossa caerulescens intermedia — в Кахамарке на севере Перу;
- Diglossa caerulescens pallida — северный и центральный Перу — от южной стороны от реки Мараньон южнее до Ла-Либертада, Лима и Хунина;
- Diglossa caerulescens mentalis — от восточных склонов Анд в южном Перу южнее до Ла-Паса (Боливия).